# Wilmut Borell
Wilmut Borell (* 19. November 1922 in Breslau; † 19. Januar 1997 in Höhenkirchen bei München) war ein deutscher Schauspieler und Synchronsprecher.

## Biografie
Seine Eltern waren Gustav und Bertha Borell. Nach Beendigung der Schule legte er Anfang der 1940er Jahre die Reifeprüfung ab. Anschließend wurde er zur Wehrmacht eingezogen. Nach dem Krieg fand er in Bayern eine neue Heimat. In München begann er seine Karriere als Schauspieler. Er gehörte dort zum Ensemble der Münchener Kammerspiele und spielte dort u. a. den Grande in Eröffnung des indischen Zeitalters von Peter Hacks, den Arbeitslosen in Der gute Mensch von Sezuan von Bertolt Brecht, den Tajo in Elisabeth von England von Ferdinand Bruckner, den 5. Schauspieler in Sechs Personen suchen einen Autor von Luigi Pirandello und den 1. Gardisten in Die Unschuldigen von William Saroyan.
In den 1950er Jahren begann er auch seine Karriere bei Film und Fernsehen. Seinen ersten Auftritt hatte er als Hochhinaus in dem Märchenfilm Die goldene Gans (1953) von den Brüdern Grimm. Es folgten weitere Filme wie Nachts, wenn der Teufel kam oder Der Arzt von Stalingrad, ein Film der nach einem Roman von Heinz G. Konsalik entstand. Einem größeren Publikum wurde er 1960 bekannt, als er im 1. Teil (Das Tagebuch des Jürgen Wilms) des 5-teiligen Fernsehfilms Am grünen Strand der Spree von Hans Scholz eine der Hauptpersonen, den Hauptmann Rahn verkörperte. Der große Durchbruch kam jedoch erst ein Jahr später, als er in der ersten Münchener Fernsehkrimiserie, Funkstreife Isar 12, den Polizeihauptwachtmeister Herbert Damerl Dambrowski in 31 von insgesamt 35 Folgen spielte. Dambrowski war laut Drehbuch ein waschechter Berliner, während sein Kollege Polizeimeister  Alois Huber (Karl Tischlinger) ein bayerisches Urgestein war. Trotz dieser Gegensätze kamen beide gut miteinander aus. Ihr Dienstwagen war der legendäre BMW 501, der sogenannte Barockengel. Die beiden Polizisten waren nicht mit den großen Fällen beschäftigt, sondern mit der Alltagsproblematik ihres Berufes. Vielleicht war es auch gerade die Alltäglichkeit, die die beiden Hauptdarsteller bei den Zuschauern so beliebt machte. Ein Jahr nach dem Ende der Serie (1964) traten Borell und Tischlinger nochmals in einer Folge der Serie Der Nachtkurier meldet… als Dambrowski und Huber auf.
In den Folgejahren trat Wilmut Borell vornehmlich in Fernsehproduktionen auf, wie in den Serien Die fünfte Kolonne, Der Kommissar, Tatort oder Der Alte. Auch als Synchronsprecher war er gelegentlich tätig. So lieh er beispielsweise Stanley Lebor in der US-amerikanischen Fernsehserie Holocaust – Die Geschichte der Familie Weiss seine Stimme.
Der Schauspieler verstarb am 19. Januar 1997 in Höhenkirchen bei München und wurde auf dem Friedhof (Urnenwand) in Kleinhelfendorf, einem Ortsteil von Aying, beigesetzt. Über sein Privatleben ist nur wenig bekannt. Nach Angaben seiner Tochter war er zwei Mal verheiratet.

## Filmografie
- 1953: Die goldene Gans
- 1954: Gefangene der Liebe – Regie: Rudolf Jugert
- 1956: Der Untergang des Fort Charivari – Fernsehspiel (von Blankwitz) Regie: Kurt Wilhelm
- 1957: Nachts, wenn der Teufel kam
- 1958: Der Arzt von Stalingrad
- 1959: Land, das meine Sprache spricht – Fernsehspiel – Regie: Michael Kehlmann
- 1959: Dorothea Angermann
- 1960: Am grünen Strand der Spree, 1. Teil – TV-Mehrteiler
- 1960: Der Gauner und der liebe Gott
- 1961: Der Teufel spielte Balalaika
- 1961–1963: Funkstreife Isar 12 – TV-Serie
- 1963: Sonderurlaub – Regie: Rainer Erler
- 1963: Zwei Whisky und ein Sofa
- 1964: Das Kriminalmuseum – Der Fahrplan – TV-Serie
- 1964: Der Nachtkurier meldet – TV-Serie, Folge: Polizisten sind auch Menschen
- 1965: Onkelchens Traum – Fernsehspiel – Regie: Günter Gräwert
- 1965: Die fünfte Kolonne – TV-Serie, Folge: Tivoli
- 1967: Liebe für Liebe – Fernsehspiel – Regie: Hans Schweikart
- 1967: Das Arrangement – Fernsehspiel – Regie: Günter Gräwert
- 1967: Der Röhm-Putsch – Fernsehspiel
- 1969: Der Rückfall – Fernsehspiel – Regie: August Everding
- 1970: Baal – Fernsehspiel
- 1972: Der Prozeß gegen die neun von Catonsville – Fernsehspiel – Regie: Yvonne Sturzenegger
- 1975: Tatort – Das zweite Geständnis
- 1975: Der Kommissar – TV-Serie, Folge: Sturz aus großer Höhe
- 1976: Verlorenes Leben
- 1978: Der Alte – TV-Serie, Folge: Der Pelikan
- 1980: Der Alte – TV-Serie, Folge: Der Neue
- 1981: Derrick – Prozente
- 1982: Shalom Pharao – Zeichentrickfilm (Sprecher)
- 1982: Einer von Uns – Fernsehspiel – Regie: Eberhard Itzenplitz
- 1982: Der Alte – TV-Serie, Folge: Tote Lumpen jagt man nicht
- 1984: Gespenstergeschichten: Das Gesicht
- 1985: Der Fahnder – TV-Serie, Folge: Eine Beute kriegt Beine
- 1986: Der Alte – TV-Serie, Folge: Sein erster Fall

## Hörspiele
- 1954: Doppelkonzert (Arzt) – mit Walter Holten, Robert Freitag, Ernst Fritz Fürbringer
- 1954: Es war einmal ein Musikus – Regie: Willy Purucker, mit Elinor von Wallerstein, Ina Peters, Liesl Macheiner
- 1954: Zahlungsaufschub – Regie: Willy Purucker, mit Paul Verhoeven, Edith Schultze-Westrum, Mady Rahl
- 1957: Die Abenteuer des braven Soldaten Schwejk (nach Jaroslav Hašek) – Regie: Willy Purucker, mit Anton Reimer, Ellinor von Wallerstein, Herta Konrad,
- 1962: Das gelbe Krokodil – Regie: August Everding, mit Hans Baur, Claudia Bethge, Herbert Bötticher